# Orchestina justini
Orchestina justini là một loài nhện trong họ Oonopidae.
Loài này thuộc chi Orchestina. Orchestina justini được Michael Saaristo miêu tả năm 2001.